# БМД-2
БМД-2 (рус. боевая машина десанта) је совјетско, амфибијско, гусеничарско борбено возило пешадије, које је укључено у употребу 1985. године. Представља унапређену верзију БМД-1, са новом куполом и одређеним изменама на трупу возила. Развијено је као наследник БМП-1, али није успело у томе, због пропасти Совјетске економије током осамдесетих година 20. века.
БМД-2 је амфибијско возило, које кроз воду покрећу два пропелера, који се налазе на задњем делу трупа возила.

## Карактеристике
На БМД-2 се користи купола коју опслужује један члан посаде. Нишанџија се налази са леве стране куполе. Испред њега, када отвори вратанца на трупу, се налазе нишани који су исти као они на возилу БМП-2. Додатни перископи омогућавају преглед ситуације и са бочних страна возила, а на предњи део куполе је монтиран нишански трагач који користи технику белог светла. На левој страни куполе се налази и нишан који се креће заједно са 30 mm топом, који може да се помера под великим углом, највише да би имао могућност дејствовања против хеликоптера.

## Наоружање
Главно наоружање чини стабилизовани топ 2A42, калибра 30 mm, са коаксијалним митраљезом 7.62 који је постављен са десне стране у односу на топ. Носи се 300 граната за топ и 2.940 метака за митраљез. Са десне стране куполе се налази носач противтенковских ракета 9К111 Фагот или 9М113 Конкурс. БМД-1 има два митраљеза 7,62 mm који се налазе на предњим крајевима возила, док БМД-2 има само један који се налази на предњој десној страни.

## Верзије
- БМД-2 — основни модел
- БМД-2К — командна верзија возила, са истом куполом, али без носача ПО ракета. Ова верзија је опремљена додатном опремом за комуникацију.
- БМД-2М — унапређена основна верзија. Укључује низ побољшања, међу којима је могућност избацивања димних бомби, и то са обе стране куполе.

## Корисници
- Русија — 1.500 БМД-1/2/3
- Украјина — 78
- Узбекистан — 9